# Порин (опера)
Порин (хорв. Porin) — вторая хорватская опера, написанная Ватрославом Лисинским между 1848 и 1851 годами. Состоит из пяти актов. Либретто было написано Димитрием Деметаром, приятелем Лисинського и участником иллирийского движения.
Опера «Порин» долгое время была запрещена властью Габсбургов, опасавшейся что опера вдохновит хорватов на бунт. Премьера состоялась лишь 2 октября 1897 года, через 43 года после смерти автора.
Самыми яркими сценами оперы считаются романс Порина «Zorko moja», ария Свеслава (Имя Свеслав славянского происхождения. Образовано из двух слов: «светлая» и «слава». Основная трактовка имени  «Светлая слава». Таким именем называли только детей, родившихся в состоятельных семьях с богатой родословной